# 南のバラッド
『南のバラッド』（みなみのバラッド）はNeoBalladの2作目のシングル。

## 内容
沖縄/熊本/宮崎の南国民謡3曲と、各曲のオフヴォーカルを収録したNeoBalladの6曲入りバラード集。

## 収録曲
1. 安里屋ユンタ（沖縄民謡）
2. 五木の子守唄（熊本民謡）
3. 刈干切唄（宮崎民謡）
4. 安里屋ユンタ　KARAOKE
5. 五木の子守唄　KARAOKE
6. 刈干切唄　KARAOKE